# Edward José
Edward José (Rotterdam, 5 luglio 1865 – Nizza, 18 dicembre 1930) è stato un regista, attore e sceneggiatore belga che ha lavorato a lungo negli Stati Uniti nei primi anni del Novecento.

## Biografia
Nato a Rotterdam nel 1865 , il suo nome apparve nel cast di The Motor Fiend, una commedia del 1910 di Theodore Wharton, prodotta dalla Pathé Frères negli Stati Uniti. Nel suo secondo film. How Rastus Gets His Turkey, collaborò anche alla sceneggiatura. Iniziò, in questo modo, una carriera che lo vide lavorare saltuariamente come sceneggiatore (firmerà così solo cinque lavori), attore (tredici film), produttore (tre pellicole), ma, soprattutto regista. Dal 1915 al 1925, in dieci anni di attività, diresse quarantadue film, lavorando con famosi attori quali Pauline Frederick, Alice Joyce, Pearl White, Norma Talmadge. Nel 1918/1919 girò per la Famous Players-Lasky Corporation anche tre film interpretati dalla celebre Lina Cavalieri.
Da attore, fu partner di Theda Bara ne La vampira del 1915. Fu anche uno degli interpreti principali di The Perils of Pauline, il celebre serial del 1914 che aveva protagonista Pearl White.
Morì a Nizza, il 18 dicembre 1930 all'età di 65 anni.

## Filmografia
La filmografia - secondo IMDb - è completa

### Regista
- Simon, the Jester (1915)
- The Closing Net (1915)
- Nedra (1915)
- The Beloved Vagabond (1915)
- La maschera dai denti bianchi (The Iron Claw), co-regia di George B. Seitz (1916)
- Ashes of Embers, co-regia di Joseph Kaufman (1916)
- The Light That Failed (1916)
- Pearl of the Army (1916)
- Hungry Heart (1917)
- Mayblossom (1917)
- Poppy  (1917)
- The Moth (1917)
- Her Silent Sacrifice (1917)
- Woman and Wife (1918)
- La Tosca (1918)
- Resurrection (1918)
- Love's Conquest (1918)
- Fedora (1918)
- Private Peat (1918)
- A Woman of Impulse (1918)
- Mio cugino (My Cousin) (1918)
- The Doctor and the Bricklayer (1919)
- The Two Brides (1919)
- Fires of Faith (1919)
- The Splendid Romance (1919)
- The Isle of Conquest (1919)
- The Fighting Shepherdess (1920)
- Mothers of Men (1920)
- The Yellow Typhoon (1920)
- The Riddle: Woman (1920)
- What Women Will Do (1921)
- Her Lord and Master (1921)
- The Scarab Ring (1921)
- The Inner Chamber (1921)
- Matrimonial Web (1921)
- Rainbow (1921)
- The Prodigal Judge (1922)
- The Man from Downing Street (1922)
- The Girl in His Room (1922)
- God's Prodigal (1923)
- Terreur, co-regia di Gérard Bourgeois (1924)
- Le Puits de Jacob (1925)

### Attore
- The Motor Fiend, regia di Theodore Wharton (1910)
- How Rastus Gets His Turkey, regia di Theodore Wharton (1910)
- A Leech of Industry, regia di Oscar Apfel (1914)
- The Perils of Pauline, regia di Louis J. Gasnier e Donald MacKenzie (1914)
- The Stain, regia di Frank Powell (1914)
- All Love Excelling, regia di Donald MacKenzie (1914)
- The Corsair, regia di Frank Powell (1914)
- The Walls of Jericho, regia di Lloyd B. Carleton e James K. Hackett (1914)
- The Taint (1914)
- La vampira (A Fool There Was), regia di Frank Powell (1915)
- The Celebrated Scandal, regia di James Durkin e J. Gordon Edwards (1915)
- Anna Karenina, regia di J. Gordon Edwards (1915)
- La maschera dai denti bianchi (The Iron Claw), regia di Edward José e George B. Seitz (1916)

### Sceneggiatore
- How Rastus Gets His Turkey, regia di Theodore Wharton - sceneggiatura (1910)
- Children of the Ghetto, regia di Frank Powell - sceneggiatura (1915)
- Poppy, regia di Edward José - sceneggiatura (1917)
- Mothers of Men, regia di Edward José - didascalie (1920)
- The Prodigal Judge, regia di Edward José - sceneggiatura (1922)

### Produttore
- La maschera dai denti bianchi (The Iron Claw), regia di Edward José e George B. Seitz (1916)
- The Light That Failed, regia di Edward José (1916)
- Mothers of Men, regia di Edward José (1920)

### Filmato d'archivio
- The Woman with the Hungry Eyes documentario, regia di Hugh Munro Neely (2006)